# Injury Reserve
Injury Reserve fue un trío de rap alternativo formado originalmente en 2012 en Tempe, Arizona por los raperos Stepa J. Groggs (Jordan Groggs), Ritchie with a T (Nathaniel Ritchie), y el productor Parker Corey.
Su estilo es debatido en la crítica musical de Internet sobre si podría conformar un supuesto nuevo género que sería el post-rap.

## Historia

### 2013–2014: Inicios,Depth Chart y Cooler Colors
Injury Reserve fue formado en 2013 por el productor Parker Corey y los raperos Stepa J. Groggs, y Ritchie with a T después de la participación de Groggs en un mixtape de Ritchie producido por Corey. Ritchie conoció a Corey a través de un amigo mutuo en el bachillerato debido a que estaba buscando productores, y conoció Groggs en la escuela secundaria cuándo Groggs trabajaba en una tienda Foot Locker en Phoenix.
En 2013, el grupo lanzó Depth Chart, un mixtape conceptual que incluía 15 tracks. Al mismo tiempo, publicaron un vídeo musical de la canción "Harvey Dent" para promover el proyecto. La mayoría de canciones estuvieron basadas en la premisa de ser un jugador de baloncesto siendo transferido. El mixtape fue publicado en plataformas digitales como Audiomack, pero fue posteriormente eliminado de las mismas después de la atención mediática obtenida en 2015 por el mixtape Live From The Dentist Office. Fue un lanzamiento relativamente desconocido  con prensa muy pequeña y poca atención de los medios, consiguiéndoles un número reducido de audiencia.
En 2014, el grupo lanzó Cooler Colors, un EP de 7 tracks, encabezado por los sencillos, "Black Sheep", "Groundhog Day", y "How Bout You". Este EP también fue publicado a través de plataformas digitales como Audiomack, pero eliminado al mismo tiempo que Depth Chart. El grupo no se refiere a estos proyectos como sus debuts, y en cambio toman Live From The Dentist Office como el mismo.

### 2015–2016:Live From the Dentist Office y Floss
En 2015, el grupo lanzó de manera independiente Live From the Dentist Office, su breakout mixtape de 11 canciones con colaboraciones de Chuck Inglish, Curtis Williams, Glass Popcorn, y Demi Hughes. El mixtape fue publicado a través de múltiples plataformas digitales, como SoundCloud, iTunes, Tidal, y Spotify. Las copias físicas del proyecto fueron más tarde vendidas a través de la tienda online de Injury Reserve. Live From the Dentist Office recibió ovaciones generales de la crítica.
El 15 de diciembre de 2016, Injury Reserve lanzó su segundo mixtape, titulado Floss, publicado otra vez en una amplia variedad de plataformas digitales y siendo nuevamente aclamado por la crítica. El mixtape contó con colaboraciones de Vic Mensa y Cakes da Killa. Ambos proyectos fueron grabados en una oficina dental real que pertenecía al abuelo del productor Parker Corey.

### 2017–2019:Drive It Like It's Stolen,contrato con Loma Vista,Injury Reserve
El 29 de septiembre de 2017, el grupo liberó un EP titulado Drive It Like It's Stolen, precedido por los sencillos, "North Pole" (en colaboración con Austin Feinstein), "See You Sweat", y "Boom (X3)". Los tres sencillos fueron publicados con su respectivo video musical. Se unieron a Ho99o9 y The Underachievers en tours separados en el año 2017. En 2018, el grupo encabezó su primer tour, acompañados por el rapero y productor de Baltimore JPEGMAFIA para la segunda mitad del mismo. Además, colaboraron con Aminé en su sencillo "Campfire". 
El 6 de septiembre del 2018, el grupo lanzó un comunicado una a través de sus redes sociales, anunciando su firma con el sello discográfico Loma Vista, comandado por A&R y Kyambo "Hip Hop" Joshua, así como el lanzamiento de su álbum debut bajo el sello. El 17 de mayo de 2019, el grupo liberó su álbum homónimo, recibiendo críticas favorables en general. Tras publicar su álbum de debut, el grupo comenzó una gira mundial.

### 2020–presente: Fallecimiento de Stepa J. Groggs,By the Time I Get to Phoenix, futuro del grupo
Stepa J. Groggs falleció el 29 de junio de 2020, a la edad de 32 años. El grupo comunicó la noticia a través su cuenta de Twitter, con el mensaje "un padre amoroso, compañero de vida y amigo." A la fecha, la causa de muerte se mantiene públicamente desconocida. Tras la muerte de Groggs, el grupo ha colaborado en canciones con Dos Monos, Tony Velour y Aminé.
El 15 de septiembre de 2021, el grupo publicó de manera independiente su segundo álbum de estudio, By The Time I Get To Phoenix, encabezado por los sencillos, "Knees", y "Superman That". El álbum cuenta con la colaboración del rapero de Bruiser Brigade, ZelooperZ, y contó con la participación de Zeroh en la ingeniería de audio. Poco después del lanzamiento, el grupo comenzó una nueva gira mundial, junto a Slauson Malone y Colloboh en los shows de EE. UU.. Inicialmente, Zeroh era uno de los actos secundarios junto a Slauson Malone, pero fue reemplazado con Colloboh debido a circunstancias imprevistas.
En una entrevista con Huck Magazine, el entrevistador Thomas Hobbs preguntó Ritchie with a T si el grupo podría continuar sin Stepa J. Groggs, respondiendo que, "Lo puedo imaginar (a Groggs) bromeando y diciendo: '¡Más vale que sigan haciendo esta mierda!'. Pero después también lo puedo imaginar diciendo: '¡Más les vale que no se paren un escenario sin mi!'. Todavía lo estamos pensando, no hemos conversado explícitamente acerca de continuar con el grupo, pero Parker y yo seguiremos creando juntos [dentro de lo posible]."

## Discografía

### Álbumes
| Título                       | Detalles de álbum |
| ---------------------------- | --- |
| Injury Reserve               | - Lanzamiento: 17 de mayo del 2019 - Sello discográfico: Loma Vista - Formato: Descarga digital, vinilo, CD, casete, streaming |
| By the Time I Get To Phoenix | - Lanzamiento: 15 de septiembre del 2021 - Sello: Independiente - Formato: Descarga digital, vinilo, CD, casete, streaming     |

### Mixtapes
| Título                       | Detalles de álbum                                                                                             |
| ---------------------------- | --- |
| Depth Chart                  | - Lanzamiento: 30 de abril del 2013 - Sello: Independiente - Formato: Descarga digital                        |
| Live from the Dentist Office | - Lanzamiento: 22 de julio de 2015 - Sello: Independiente - Formato: Descarga digital, vinilo, streaming      |
| Floss                        | - Lanzamiento: 15 de diciembre del 2016 - Sello: Independiente - Formato: Descarga digital, vinilo, streaming |

### EPs
| Título                 | Detalles de álbum                                                                                              |
| ---------------------- | --- |
| Cooler Colors          | - Lanzamiento: 18 de junio del 2014 - Sello: Independiente - Formato: Descarga digital                         |
| Drive Like It's Stolen | - Lanzamiento: 29 de septiembre del 2017 - Sello: Independiente - Formato: Descarga digital, vinilo, streaming |